# Hip Flask
Hip Flask è un fumetto ideato dallo scrittore-editore Richard Starkings, pubblicato negli Stati Uniti da Active Image e Image Comics ed in Italia da Vittorio Pavesio Productions.
Il titolo del fumetto ha origine dal nome del protagonista: Hieronymous "Hip" Flask, un ippopotamo umanoide.
La prima apparizione di Hip Flask risale ad alcune pubblicità su albi della Comicraft nella seconda metà degli anni novanta, dove in origine viene rappresentato come un investigatore privato. 
Il primo albo che vede ufficialmente Hip protagonista è invece l'autoconclusivo Hip Flask: Unnatural Selection (in Italia Hip Flask - Selezione Innaturale), scritto da Richard Starkings e Joe Casey e disegnato da José Ladrönn.
Hip Flask trae la propria atmosfera e numerosi riferimenti dall'immaginario del film Blade Runner. Le avventure rappresentate sono di genere fantascientifico e si svolgono nella Los Angeles del 2262.
Le attuali pubblicazioni di Hip Flask consistono in:
- Hip Flask: Unnatural Selection - Hip Flask - Selezione Innaturale
- Hip Flask: Elephantmen
- Hip Flask: Mystery City (prima parte della storia intitolata The Big Here and The Long Now)

La serie mensile Elephantmen ha iniziato la vendita nei negozi statunitensi nel luglio 2006 pubblicata da Image Comics.

## Trama
Nel 2218 la MAPPO Corporation, guidata dal megalomane scienziato giapponese Dr. Kazushi Nikken (che appare per la prima volta nell'autoconclusivo Hip Flask - Unnatural Selection del 1998), crea degli ibridi umano/Animale in una base top secret situata in Africa. Gli ibridi comprendono numerose specie di animali africani, tra i quali facoceri, elefanti, cammelli, zebre, coccodrilli, rinoceronti ed ippopotami. Il processo di creazione degli ibridi consiste nell'impiantare degli embrioni animali nell'utero di donne umane rapite dalle città nelle vicinanze della base. Le donne svolgono la funzione di incubatrici viventi e muoiono sistematicamente a causa dei parti anomali.
Ogni ibrido neonato viene marchiato alla nascita come proprietà di MAPPO. 
Hip nasce nel 2224 e sulla cicatrice che porta sul corpo è impressa la sigla "Hippopotamus Hybrid Flask #7a", ma è visibile solo "Hip Flask #7a", cioè il soprannome che sceglierà di utilizzare da adulto.
Gli ibridi vengono addestrati dalla nascita al fine di trasformarli in "armi di distruzione di massa".
Attraverso costanti registrazioni trasmesse durante gli addestramenti per opera della "VOCE", gli ibridi vengono profondamente condizionati in modo da renderli incapaci di porsi domande ed abituarli ad eseguire ciecamente gli ordini che vengono loro impartiti.
Hip Flask è l'unico che durante l'addestramento infantile si permette di mettere in dubbio gli insegnamenti dei suoi educatori e per questo viene duramente punito.
Nel 2240 un'unità speciale di soldati delle Nazioni Unite attacca la base segreta dove MAPPO svolge i propri esperimenti. Dopo una cruenta battaglia contro ibridi e i dipendenti MAPPO, i soldati riescono a catturare il Dr. Nikken.
In seguito ad una legge speciale promulgata dalle Nazioni Unite viene concesso agli ibridi sopravvissuti di integrarsi nella società umana. Verranno riconosciuti universalmente con il nome di Elephantmen (Uomini Elefante). 
Visti con diffidenza ed in alcuni casi con orrore dalla maggior parte degli umani, gli Elephantmen vivono vite estremamente tristi. Ad alcuni di loro vengono assegnati incarichi governativi, Hip Flask ed alcuni dei suoi vecchi compagni sono tra questi.
L'unico Elepanthman che riesce ad emergere nella "Giungla di cemento" degli uomini è il rinoceronte Obadiah Horn, che riesce a creare un piccolo impero finanziario. Horn diventerà con il tempo uno dei maggiori avversari di Hip.